# Cantó de Combaronda
El cantó de Combaronda és un cantó francès del departament del Puèi Domat, situat al districte de Riam. Té 12 municipis i el cap és Combaronda.

## Municipis
- Beauregard-Vendon
- Champs
- Combaronda
- Davayat
- Gimeaux
- Jozerand
- Montcel
- Prompsat
- Saint-Hilaire-la-Croix
- Saint-Myon
- Teilhède
- Yssac-la-Tourette

## Història
| Data d'elecció                           | Identitat       | Partit                        | Qualitat |
| ---------------------------------------- | --------------- | ----------------------------- | -------- |
| 1961-1973                                | M. Detruit      | radical                       |          |
| 1973-1992                                | Robert Mansat   | PS                            |          |
| 1992-1998                                | Yvan Delaspre   | UDF                           |          |
| 1998-                                    | Bernard Favodon | MDC, després MRC, després PRG |          |
| les dades anteriors no són pas conegudes |                 |                               |          |
|                                          |                 |                               |          |

## Demografia
| 1962  | 1968  | 1975  | 1982  | 1990  | 1999  | 2007  |
| ----- | ----- | ----- | ----- | ----- | ----- | ----- |
| 4.260 | 4.868 | 4.899 | 5.324 | 5.727 | 5.883 | 6.757 |